# Deke Leonard

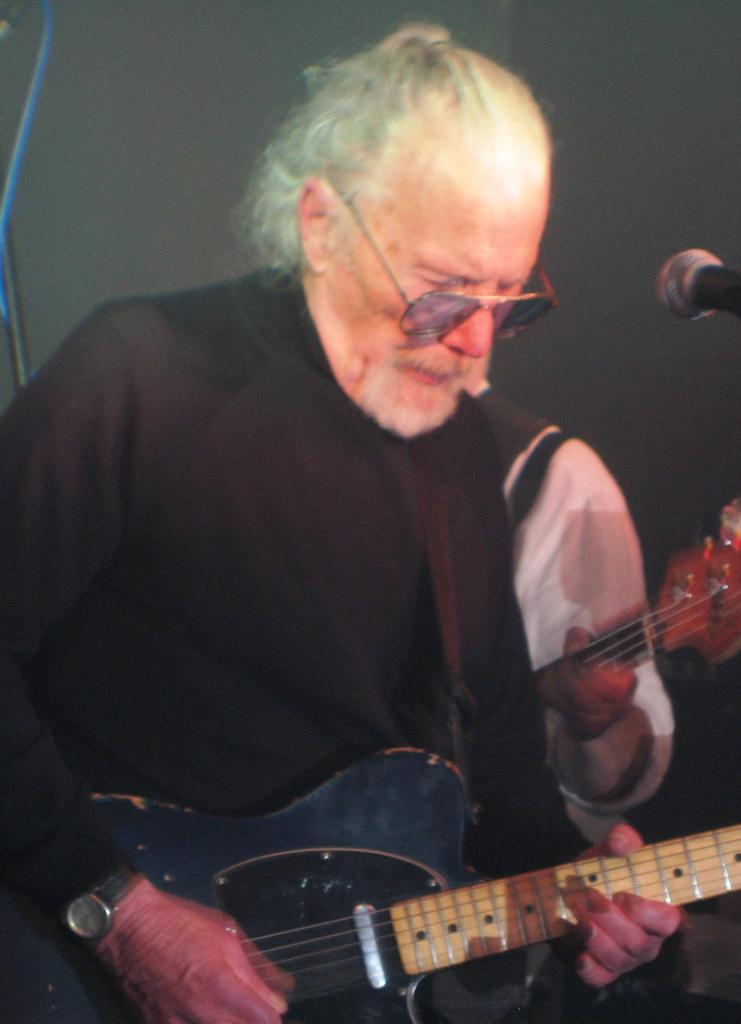
Deke Leonard (2015)

Roger „Deke“ Leonard (* 18. Dezember 1944 in Llanelli, Südwales; † 31. Januar 2017 ebenda) war ein walisischer Rockmusiker (Gesang, Gitarre) und Songwriter, der vor allem als Mitglied der Bands Man und Iceberg bekannt wurde. Er veröffentlichte Bücher über die Welt der Rockmusik.

## Biografie
In den 1960er Jahren spielte Leonard in verschiedenen walisischen Bands, darunter Lucifer and the Corncrackers, The Jets, The Blackjacks, The Smokeless Zone, Dream und schließlich The Bystanders. Teilweise hatten diese Bands Auftritte auf dem europäischen Festland, so auch im Top Ten Club in Hamburg. Bereits früh wählte Leonard seinen Künstlernamen „Deke“ nach Deke Rivers, der Rolle von Elvis Presley in seinem zweiten Film Gold aus heißer Kehle.
Als Leonard sich 1968 den Bystanders anschloss, waren diese gerade dabei, ihrem Stil eine psychedelische Richtung zu geben, und sie wählten den neuen Bandnamen Man. Leonard nahm mit Man zwei Alben auf, für die er auch mehrere Stücke schrieb. Dann versuchte er sich in einem „normalen“ Beruf, kam aber nach einer Streikaktion zur Band zurück. Nach einer Serie von Alben wurde Leonard 1972 aus der Band gedrängt, bekam jedoch sofort das Angebot, ein Soloalbum aufzunehmen.
Das Album Iceberg erschien 1973, eine Tourband gleichen Namens wurde zusammengestellt. Sie produzierten im selben Jahr ein zweites Album, Kamikaze, das jedoch hinter dem Erfolg des vorherigen Albums zurückblieb. Leonard löste die Gruppe auf und spielte ab Anfang 1974 wieder bei Man, bis diese sich Ende 1976 nach einer weiteren Serie von Alben auflösten.
Leonard nahm ein weiteres Soloalbum auf, Before Your Very Eyes, das jedoch erst 1981 auf den Markt kam. Die Band Iceberg wurde wiederbelebt, ohne jedoch neue Aufnahmen zu machen. Nach Intermezzos in verschiedenen Bands gründete Leonard mit Sean Tyla (vormals bei Ducks Deluxe) die Band The Force, die 1982 ein gleichnamiges Album herausbrachte. Nach Tylas Weggang wurde daraus eine neue Inkarnation von Iceberg, die bis 1983 hielt.
1983 wurde Man wieder ins Leben gerufen. Leonard blieb dabei, bis er 1996 einen leichten Schlaganfall erlitt. Nach seiner Erholung kam er 1997 zu Man zurück. Dieses Mal blieb er bis 2004, dann beschloss er, Iceberg wieder aufleben zu lassen.
2002 stellte Leonard das Album Unfinished Business aus Demoaufnahmen und Outtakes zusammen. 2005 erschien sein nächstes Soloalbum Freedom and Chains ebenso wie Wireless, eine Kompilation von Iceberg-Radioshows aus den 1970ern.
Im Laufe der Zeit schrieb Leonard neben den Begleittexten für verschiedene Man-Alben auch immer wieder Artikel für Musikzeitschriften. 1996 veröffentlichte er sein erstes Buch Rhinos, Winos & Lunatics (2009 auf Deutsch erschienen), dem 2000 Maybe I Should’ve Stayed in Bed? folgte. 2012 erschien The Twang Dynasty – From Memphis to Merthyr, guitarists that rocked the world.